# Callicebus cupreus
El tití cobrizo o socayo rojo (Callicebus cupreus) es una especie de primate platirrino de la familia Pitheciidae que habita en la Amazonia, en el Perú,En la amazonia de Ecuador, occidente de Brasil; probablemente también en el norte de Bolivia aunque no hay registros de ese país.
Su cuerpo mide entre 28 y 36 cm de longitud y su cola entre 33 y 48 cm. pesa entre 800 y 1400 g. El pelaje de su cuerpo es abundante y de color rojizo (cobrizo). Tiene cejas blancas y unas bandas sobre las manos de igual color. El exterior de los muslos y antebrazos es castaño o amarillento y los pies blancuzcos.
Son monógamos y forman grupos pequeños de 2 hasta 7 y prefentemente 4 individuos. Prefieren la parte baja y media del bosque a una altura de 6 a 18 metros sobre la tierra. Se alimentan principalmente en frutas, aunque también consumen insectos, hojas y flores. 